# قرفة كانيهري
قرفة كانيهِري (الاسم العلمي: Cinnamomum kanehirae)(بالصينية نِيو زهَنغ (牛樟))، والمعروفة أيضًا باسم شجرة الكافور صغيرة الزهر، أو شجرة الكافور السمينة، هي شجرة ضمن جنس القرفة من فصيلة الغارية تستوطن تايوان.